# Bengt Walden
Bengt Otto Walden (Nacka, 16 aprile 1973) è un ex slittinista svedese naturalizzato statunitense.
È il marito di Ashley Hayden, a sua volta ex slittinista di alto livello.

## Biografia
Iniziò a gareggiare per la nazionale svedese nelle varie categorie giovanili sia nella specialità del singolo sia in quella del doppio in coppia con Anders Söderberg, ottenendo, quale migliore risultato, il secondo posto nella classifica finale della Coppa del Mondo juniores nel singolo nel 1991/92.
A livello assoluto esordì in Coppa del Mondo nella stagione 1992/93 e dall'edizione 2007/08, dopo aver acquisito la cittadinanza statunitense a seguito del matrimonio con Ashley Hayden, divenne membro della nazionale a stelle e strisce. Conquistò il primo podio il 7 dicembre 2008 nella gara a squadre a Sigulda (3°) ed in classifica generale come miglior risultato si piazzò al nono posto nel doppio nel 1998/99 ed al dodicesimo nel singolo nel 2008/09.
Partecipò a quattro edizioni dei Giochi olimpici invernali: l'esordio avvenne a Lillehammer 1994 dove si classificò al diciassettesimo posto nella gara individuale, a Nagano 1998 giunse in diciannovesima piazza nel singolo ed in dodicesima posizione nella specialità biposto, quattro anni più tardi a Salt Lake City 2002 non riuscì a portare a termine la gara del doppio e concluse quella del singolo al ventitreesimo posto ed a Vancouver 2010 terminò quindicesimo la prova individuale.
Prese parte altresì a quindici edizioni dei campionati mondiali, ottenendo quali migliori risultati il nono posto nel doppio a Sankt Moritz 2000 e la sesta posizione sia nel singolo sia nella prova a squadre, entrambe raggiunte a Lake Placid 2009. Nelle rassegne continentali colse i suoi più importanti piazzamenti a Schönau am Königssee 1994, dove chiuse in decima posizione la prova individuale, ad Oberhof 1998, in cui finì nono nel doppio, ed a Winterberg 2006, giungendo settimo nella gara a squadre.
Si ritirò dalle competizioni al termine della stagione 2010/11 venendo subito ingaggiato come allenatore dalla nazionale norvegese.

## Palmarès

### Coppa del Mondo
- Miglior piazzamento in classifica generale nel singolo: 12° nel 2008/09.
- Miglior piazzamento in classifica generale nel doppio: 9° nel 1998/99.
- 4 podi (tutti nelle gare a squadre):
  - 4 terzi posti.

### Coppa del Mondo juniores
- Miglior piazzamento in classifica generale nel singolo: 2° nel 1991/92.